# フーベン (チロル州)
フーベン（Huben）は、オーストリア共和国チロル州イムスト郡にある村落。行政上は基礎自治体・レンゲンフェルトの一部であり、2011年時点の人口は1,235人である。

## 地理
村は海抜1189 mのところにあり、エッツタールの谷を開くレンゲンフェルト盆地の南端、エッツタール川の左岸に位置する。レンゲンフェルト中心部の南にあり、フーベンを起点とするトレッキングコースがある。トレッキングのほか、ハイキング、マウンテンバイク、登山、乗馬、ラフティングなどもできる。スキーリゾートのゼルデンまでは自動車で数分の距離である。
フーベンはアストレーン（Astlehn）、ルンホフ（Runhof）という村落、アッシュバッハ（Aschbach）、ゴットシュグート（Gottsgut）、ミュール（Mühl）、ヴィンクレ（Winkle）というハムレット、ブルッゲン（Bruggen）、ブルクスタイン（Burgstein）、ブラント（Brand）という小集落のほか、アルメレン牧場、2軒のアルペンガストホーフ、避難所、いくつかの牧草地がある。

## 歴史

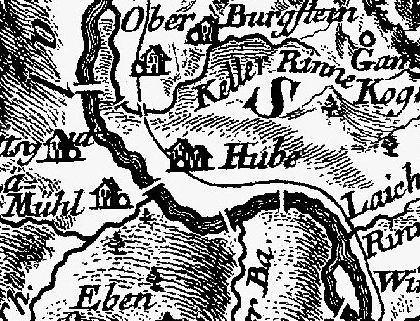
フーベ（Hube）と記された地図（1744年）

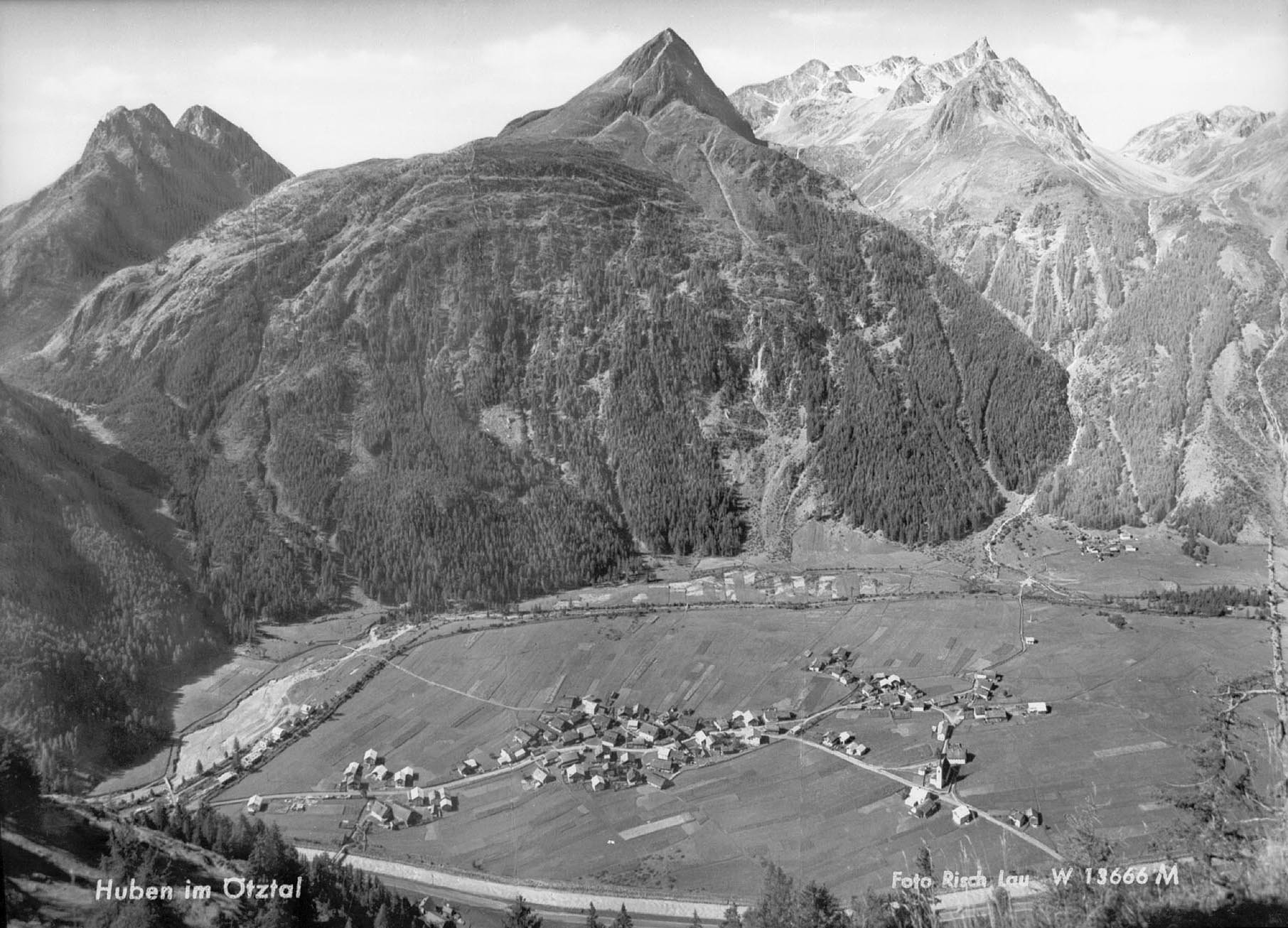
フーベン（1958年）

フーベンという地名は、家族を養う農場である、フーベ（Hube）に由来すると見られ、1317年にその名が記録されている。
谷底に位置するため、フーベンはたびたびエッツタール川の氾濫被害を受けてきた。エッツタール川は、本来は谷の西縁を流れ、当時のフーベンは川の右岸に位置していた。1678年7月16日にロフェナー氷湖が決壊し、ほぼすべての住宅と教会が破壊された。1868年には住宅2棟とチャペルが洪水で失われ、1877年には数度の落石で埋没し、ウィーンの中央政府は住民のハンガリーへの転居を進めようとした。しかし住民の抵抗により実現しなかった。
エッツタール・フーベン教区教会（聖マーティン教会）は、1679年に再建され、1805/06年に人口増加のため拡張した。1891年にフーベンは独立した教区に昇格した。